# Ladies Championship Gstaad 2016
Ladies Championship Gstaad 2016 — жіночий тенісний турнір, що проходив на відкритих кортах з ґрунтовим покриттям. Це був 24-й за ліком WTA Swiss Open (перший від 1994 року). Належав до категорії International у рамках Туру WTA 2016. Відбувся на Рой Емерсон Arena в Гштааді (Швейцарія). Тривав з 11 до 17 липня 2016 року.

## Очки і призові

### Розподіл очок
| Дисципліна       | П   | Ф   | ПФ  | ЧФ | 1/8 | 1/16 | Q   | Q3  | Q2  | Q1  |
| Одиночний розряд | 280 | 180 | 110 | 60 | 30  | 1    | 18  | 14  | 10  | 1   |
| Парний розряд    | 280 | 180 | 110 | 60 | 1   | Н/Д  | Н/Д | Н/Д | Н/Д | Н/Д |

### Розподіл призових грошей
| Дисципліна       | П       | F       | ПФ      | ЧФ     | 1/8    | 1/16   | Q2     | Q1   |
| Одиночний розряд | $43,000 | $21,400 | $11,500 | $6,175 | $3,400 | $2,100 | $1,020 | $600 |
| Парний розряд    | $12,300 | $6,400  | $3,435  | $1,820 | $960   | Н/Д    | Н/Д    | Н/Д  |

## Учасниці основної сітки в одиночному розряді

### Сіяні пари
| Країна     | Гравчиня       | Рейтинг1 | Сіяна |
| ---------- | -------------- | -------- | ----- |
| Швейцарія  | Тімеа Бачинскі | 11       | 1     |
| Сербія     | Єлена Янкович  | 24       | 2     |
| Нідерланди | Кікі Бертенс   | 28       | 3     |
| Франція    | Каролін Гарсія | 32       | 4     |
| Німеччина  | Анніка Бек     | 43       | 5     |
| Швеція     | Юганна Ларссон | 54       | 6     |
| Німеччина  | Мона Бартель   | 68       | 7     |
| Німеччина  | Юлія Гергес    | 78       | 8     |

- 1 Рейтинг подано станом на 27 червня 2016.

### Інші учасниці
Нижче наведено учасниць, які отримали вайлд-кард на участь в основній сітці:
- Єлена Янкович
- Ребека Масарова
- Патті Шнідер

Нижче наведено гравчинь, які пробились в основну сітку через стадію кваліфікації:
- Клер Феерстен
- Барбара Гаас
- Унс Джабір
- Менді Мінелла
- Амра Садікович
- Сара Соррібес Тормо

### Відмовились від участі
До початку турніру
- Лурдес Домінгес Ліно → її замінила  Марина Еракович
- Дарія Гаврилова → її замінила  Яна Чепелова
- Крістіна Макгейл → її замінила  Луціє Градецька
- Карла Суарес Наварро → її замінила  Ірина Хромачова

## Учасниці основної сітки в парному розряді

### Сіяні пари
| Країна     | Гравчиня          | Країна    | Гравчиня            | Рейтинг1 | Сіяна |
| ---------- | ----------------- | --------- | ------------------- | -------- | ----- |
| Німеччина  | Юлія Гергес       | США       | Бетані Маттек-Сендс | 24       | 1     |
| Нідерланди | Кікі Бертенс      | Швеція    | Юганна Ларссон      | 70       | 2     |
| Іспанія    | Лара Арруабаррена | Швейцарія | Ксенія Нолл         | 103      | 3     |
| Україна    | Людмила Кіченок   | Україна   | Надія Кіченок       | 135      | 4     |

- 1 Рейтинг подано станом на 27 червня 2016.

### Знялись з турніру
Під час турніру
- Юганна Ларссон (травма лівої литки)

## Переможниці

### Одиночний розряд
- Вікторія Голубич defeated.  Кікі Бертенс, 4–6, 6–3, 6–4

### Парний розряд
- Лара Арруабаррена /  Ксенія Нолл —  Анніка Бек /  Євгенія Родіна, 6–1, 3–6, [10–8]